# Establiment científic federal
Establiment científic federal (francès Établissement scientifique fédéral, neerlandès Federale Wetenschappelijke Instelling) és el nom donat a Bèlgica per designar les institucions científiques i culturals considerades d'interès nacional i que no han estat regionalitzades.
Deu d'aquestes institucions, i les institucions que en depenen, són gestionades per una secció de la Política científica federal sota l'autoritat del ministre de Política Científica:
- Arxius de l'Estat
  - CEGES-SOMA
- Bibliotheca Reial de Bèlgica
- Institut d'Aeronomia Espacial de Bèlgica
- Reial Institut Belga de Ciències Naturals
  - Museu de Ciències Naturals de Bèlgica
  - Servei Geològic de Bèlgica
  - Unitat de Gestió del Model Matemàtic de la Mar del Nord i de l'Estuari de l'Escaut (UGMM)
- Institut Reial del Patrimoni Artístic
- Institut Reial Meteorològic de Bèlgica
- Museu Reial de l'Àfrica Central
- Museus reials d'art i d'història
  - Museu d'instruments musicals de Brussel·les
  - Museus d'Extrem Orient de Brussel·les
  - Porta de Hal
- Museu Reial de Belles Arts de Bèlgica
  - Museu Reial d'Art Antic
  - Museu Reial d'art Modern
  - Museu Antoine Wiertz
  - Museu Constantin-Meunier
- Observatori Reial de Bèlgica
  - Planetari de Brussel·les

També subsisteixen les institucions científiques federals depèn d'altres Serveis Públics Federals:
- Agricultura :
  - Jardí botànic nacional de Bèlgica
- Justícia :
  - Institut Nacional de Criminalística i de Criminologia
- Ministeri de Defensa :
  - Museu Reial de l'Exèrcit i de la Història Militar
- Servei Públic Federal de Sanitat Pública :
  - Centre d'Estudis i de Recerques Veterinàries i Agroquímiques
  - Institut Científic de Sanitat Pública